# Dragonne (torpilleur)
Pour les articles homonymes, voir Dragonne.
La Dragonne est une canonnière torpilleur française des années 1880, l’un des huit navires de classe Bombe. Elle est lancée le 28 août 1885 par la Société Nouvelle des Forges et chantiers de la Méditerranée à La Seyne-sur-Mer, et a été commissionnée dans la Marine nationale française en 1888. Le navire a été rayé de la liste de la marine en 1910, et mis au rebut.

## Conception
Les canonnières torpilleurs de classe Bombe ont été conçues comme de petits trois-mâts à cheminée unique (initialement gréés), avec des étraves en forme de bélier, des poupes saillantes et des côtés inclinés vers l’intérieur,. La coque était en acier.
Le navire avait une longueur entre perpendiculaires de 59,2 mètres, une largeur de 5,97 mètres et un tirant d'eau de 3,17 mètres,. Le déplacement était de 395 tonnes à charge normale,, ,. Le navire était propulsé par deux moteurs à vapeur verticaux d’une puissance totale de 1800 ch, auxquels la vapeur était fournie par quatre chaudières de locomotive,. La vitesse maximale du navire à deux hélices était de 18 à 19 nœuds,. Le navire transportait au maximum 108 tonnes de charbon,.
L’armement se composait initialement de deux canons Hotchkiss de 47 mm L/40 modèle 1885, à l’avant et à l’arrière, et de cinq canons-revolver de 37 mm L/20 modèle 1885,. Le navire était équipé de deux tubes lance-torpilles simples de 350 mm situés au-dessus de l’eau,.
Le blindage ne concernait que la superstructure, et avait 13 mm d’épaisseur,.
L’équipage se composait de 70 officiers, officiers mariniers et matelots,,,.

## Carrière
La Dragonne a été construite au chantier naval de la Société Nouvelle des Forges et chantiers de la Méditerranée,. Le navire a été mis en chantier en octobre 1884 et lancé le 28 août 1885,.
La Dragonne est commissionnée dans la Marine nationale en 1888,. Dans les années 1890, l’armement du navire a été modernisé, en installant deux canons revolver de 47 millimètres à la place des canons de 37 mm. Des obusiers ont été testés sur la Dragonne en 1896,. Le navire a été désarmé en 1910 et mis au rebut,.